# Roussette de Rodrigues
Pteropus rodricensis
Espèce
Statut de conservation UICN

 EN B1ac(iv)+2ac(iv) : En danger
Statut CITES
La roussette de Rodrigues (Pteropus rodricensis) est une espèce gravement menacée d'extinction, de la famille des Ptéropodidés. Elle tire son nom du fait qu'elle vient de l'Île Rodrigues (également connue sous le nom d'Île de Rodrigues), l'une des trois îles de l'archipel des Mascareignes.
Il s'agit de l'une des espèces de chauve-souris les plus menacées. Ces roussettes se nourrissent de fruits (comme beaucoup d'autres chauves-souris) dont elles sucent le jus et la pulpe. La roussette de Rodrigues s'active principalement au crépuscule et à l'aube. Son envergure (d'une aile à l'autre) est de 50 à 90 centimètres.
En 1976, Gerald Durell a capturé 18 spécimens de roussettes géantes durant sa visite sur l'Île de Rodrigues, dont huit ont été utilisés pour fonder une colonie sur l'Île Maurice, tandis que les dix autres ont été prêtés par le gouvernement de l'Île Maurice à Jersey, pour établir une colonie reproductrice.
Depuis, la colonie de Jersey a vu naître plus de 350 individus, dont environ 200 ont été envoyés à de nombreux zoos dans le monde, dans le but d'établir des colonies satellites.
Le Zoo de Jersey, qui héberge actuellement 70 individus, a connu un tel taux de reproduction que les mâles et les femelles sont aujourd'hui séparés en deux colonies pour limiter l'augmentation de la population.
Cette roussette géante, dont on estime la population vivant à l'état naturel à seulement 350 individus, fait l'objet d'un programme européen d'élevage (EEP) depuis 1996 qui est coordonné par le Zoo de Jersey.
Dans le cadre de ce programme, environ 800 roussettes de Rodrigues vivent actuellement en captivité dans plus d'une trentaine de parcs zoologiques. Il s'agit plus particulièrement de zoos britanniques et américains, mais le Zoo de la Palmyre, en France, abrite également une colonie d'une cinquantaine d'individus.